# Falconina albomaculosa
Falconina albomaculosa is een spinnensoort uit de familie van de loopspinnen (Corinnidae).
De wetenschappelijke naam van de soort werd in 1971 als Corinna albomaculosa gepubliceerd door Joachim Schmidt.